# Arthur Boettcher

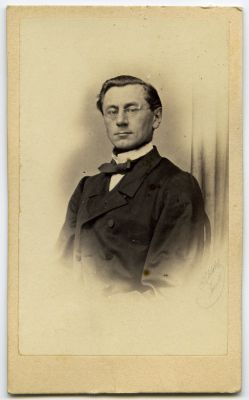
Arthur Boettcher, Porträtfotografie von Georg Friedrich Schlater

Jakob Ernst Arthur Boettcher (* 1. Julijul. / 13. Juli 1831greg. in Barbern, Gouvernement Kurland; † 17. Julijul. / 29. Juli 1889greg. Dorpat) war ein deutsch-baltischer Mediziner.

## Leben

### Familie
Arthur war ein Sohn des Pastors in Bauske Bernhard Boettcher und der Angelika, geborene Kühn. Er vermählte sich 1863 in Mitau mit Mathilde Neumann (1840–1923).

### Werdegang
Boettcher hatte Hausunterricht, bevor er in den Jahren 1846 bis 1847 das Gouvernements-Gymnasium in Mitau besuchte. Nachdem er dort ausgeschlossen wurde, vermittelte ihn Generalsuperintendent Carl Ludwig Wilpert 1849 an das Gouvernements-Gymnasium in Riga, wo er sein Abitur 1850 mit der Note „1“ ablegt. Von 1851 bis 1855 studierte er Medizin an der Kaiserlichen Universität Dorpat und wurde 1856 zum Dr. med. promoviert. 1856 und 1858 hielt er sich zu Studienzwecken bei Ludwig und Brücke in Wien sowie bei Virchow und Hoppe in Berlin auf. Er ging dann zurück an die Universität Dorpat, wo er von 1858 bis 1861 als Dozent und von 1862 bis 1883 als Professor der allgemeinen Pathologie und pathologischen Anatomie wirkte. Bereits im Jahr 1860 hatte er noch einmal Wien, Paris und Berlin bereist, war von 1871 bis 1877 Dekan sowie von 1877 bis 1883 Mitglied des Appellations- und Revisionsgerichts. Boettcher erkrankte 1877 an Tabes dorsalis, hielt sich infolgedessen 1879 außerhalb Russlands auf und wurde schließlich 1883 pensioniert.
Er war Wirklicher Staatsrat was gleichzeitig mit einer Nobilitierung in den erblichen Adelstand entsprach. Boettcher war Gründer des Pathologischen Instituts, der „Dorpater Medizinischen Gesellschaft“ (1867) und der „Dorpater Medicinische Zeitschrift“ (1870) deren Redaktion er bis 1877 leitete. Hiernach übernahm er zeitweise die Redaktion der „St. Petersburger Medizinischen Wochenschrift“. Im Jahr 1870 wurde er mit dem „Karl Ernst von Baer Preis“ der St. Petersburger Akademie der Wissenschaften geehrt und erhielt 1874 auch den „Heimbürger-Preis“ der Universität Dorpat. Er war Ehrenmitglied der „Société française d’otologie, de laryngologie et de rhinologie“ und anderer einschlägiger Gesellschaften.

## Werke
Boettcher verfasste zahlreiche Abhandlungen zur Pathologie und Anatomie, vor allem über den Bau und die Entwicklung des Ohrlabyrinths, darunter:
- Observationes microscopicae de ratione qua nervus cochleae mammalium terminator, 1856
- Beitrag zur Frage über den Gallertkrebs der Leber, 1858 (doi:10.1007/BF01914845)
- Mittheilung über einen bester noch unbekannten Blasenwurm, 1862
- Farblose Krystalle eines eiweissartigen Körpers aus dem menschlichen Sperma dargestellt, 1865 (doi:10.1007/BF01929026)
- Seltene angeborene Formanomalie der Leber, Berlin 1865
- Ueber Structur und Entwickelung der als "Schlauchknorpelgeschwulst, cylindroma" etc. bekannten Neubildung, Berlin 1867
- Ueber die Entwickelung und Bau des Gehörlabyrinths nach Untersuchungen an Säugethieren, Dresden 1869
- Zur Anatomie der xiphopagen Doppelbildungen, Dorpat 1871
- Kritische Bemerkungen und neue Beiträge zur Litteratur des Gehörlabyrinths, 1872
- Ueber einen Fall von Doppelmissbildung : nach der Beschreibung des Eugen Haarmann berichtet, Dorpat 1874
- Neue Untersuchungen über die rothen Blutkörperchen, 1876